# BBU Salzburg
Die Basketballunion Salzburg (BBU Salzburg) ist ein österreichischer Basketballverein aus der Stadt Salzburg. Die BBU entstand 2005 durch eine Fusion der Clubs UBBC Salzburg und ULG Salzburg. Zurzeit spielt der Verein in der Zweiten Bundesliga.

## Geschichte
Der UBBC wurde bereits 1952 von Wilhelm Schalk ins Leben gerufen. Damit hat die heutige BBU Salzburg Wurzeln, die bis in die Nachkriegsjahre zurückreichen, als amerikanische Besatzungssoldaten den Basketballsport nach Salzburg brachten.
Anfang der 1990er Jahre gehörte zu den Spielerinnen des UBBC Maura Healey, die später Gouverneur von Massachusetts wurde.

### Gründung und regionale Ligen
Im Jahre 2005 forcierte Waldemar Hekl, damaliger Obmann und Cheftrainer des Basketballvereins ULG Salzburg, die Fusion mit dem Club UBBC Salzburg. Der neue Verein, der auf diese Weise entstand, sollte den Namen Basketballunion Salzburg – kurz BBU – tragen, um den Zusammenschluss der beiden Vereine auch im neuen Clubnamen festzuhalten. Die Fusion wurde von dem Gedanken geleitet, mit einem großen Salzburger Basketballverein sportlich konkurrenzfähig zu werden und auch wirtschaftlich auf gesunden Beinen zu stehen.
Die Firma Wüstenrot, die schon als Sponsor der ULG auftrat, konnte gleich zu Beginn als Haupt- und Namenssponsor für den neuen Basketballverein gewonnen werden. Demnach trat der Club im ersten Jahr seines Bestehens unter dem Namen BBU Wüstenrot Salzburg in der Salzburger Landesliga an. Als Vereinsfarben wurden Blau, Orange und Weiß festgesetzt, und diese zieren heute noch immer das Wappen des Vereins.
Die erste Saison des noch jungen Clubs (2005/06) verlief auch durchwegs erfolgreich: Nach dem zweiten Platz im Grunddurchgang der Salzburger Landesliga konnte man im Halbfinale ASKÖ Taxham ausschalten und stand somit im Finale gegen UZM Kaprun. Auch diese Best-of-Three-Serie konnte die BBU mit 2:0 für sich entscheiden, und so wurde am 21. Mai 2006 nach einem 75:61-Sieg der erste Meistertitel der Vereinsgeschichte gefeiert.
Verbunden mit diesem Erfolg war auch der Aufstieg in die nächsthöhere Spielklasse, und somit trat die BBU Salzburg in der Saison 2006/07 in der Regionalliga West an. Auch in dieser Liga konnte man wiederum das Finale erreichen, verlor aber das alles entscheidende 3. Spiel der Best-of-Three-Serie gegen die Silverminers aus Schwaz mit nur einem Punkt Abstand 90:91. Und dies sollte nicht das einzige spannende Duell im „Westderby“ gegen die Tiroler bleiben.

### Der Aufstieg in die Zweite Bundesliga
Die darauffolgenden Jahre schnupperte die BBU Salzburg zum ersten Mal Bundesliga-Luft, da man von 2007 bis 2012 in der Zweiten Bundesliga West antrat. Auch dort konnte man sich behaupten und spielte im Grunddurchgang stets im oberen Mittelfeld der Tabelle mit. Zum Stolperstein wurde allerdings jedes Mal das Halbfinale, bei dem man zweimal gegen die Dornbirn Lions (2007/08 und 2009/10) und zweimal gegen die Silverminers Schwaz (2008/09 und 2010/11) den Kürzeren zog.
In der Saison 2011/12 wurde im Unterschied zu den vergangenen Jahren eine österreichweite Zweite Bundesliga ausgetragen, bei der natürlich auch die Salzburger Basketballer nicht fehlen durften. Dieses erste Jahr in dieser Gesamtliga verlief für die BBU allerdings nicht sehr erfolgreich: Bei nur 3 Siegen von 18 Spielen landete man klar auf dem letzten Platz. Der Spielmodus der Liga wurde im nächsten Jahr beibehalten, aber der Trainer der BBU wechselte: 2012 konnte nach dem Rücktritt von Bernd Wimmer der ehemalige NBA-Spieler Aaron Mitchell als Cheftrainer nach Salzburg geholt werden. Trotz einer massiven Steigerung der Spielqualität in der Saison 2012/13 konnte die BBU nur den vorletzten Platz im Grunddurchgang erreichen und musste sich damit einem Relegationsturnier in Schwaz stellen. Bei diesem konnte man nach einem Sieg gegen die Villach Raiders nur kurz aufatmen, da das nächste Spiel gegen WSG Radenthein nicht gewonnen werden konnte. Somit hieß das alles entscheidende Duell in dieser Saison – wieder einmal – BBU gegen die Silverminers. Sechs Jahre nach dem verlorenen Duell um den Regionalligatitel entpuppte sich Schwaz wiederum als kein guter Boden für die Salzburger: In der wohl bittersten Niederlage der noch jungen Vereinsgeschichte unterlag die BBU mit 72:80 und landete damit auf einem sportlichen Abstiegsplatz.
Der Abstieg in die sportliche Bedeutungslosigkeit konnte dennoch abgewandt werden, da sich glücklicherweise alle Zweitligisten für eine Ligaaufstockung und somit für den Verbleib der BBU in der Zweiten Bundesliga aussprachen. Außerdem konnte für die Saison 2013/14 mit Renan Ferreira der Topscorer und das Aushängeschild des unmittelbaren Konkurrenten TU Silverminers nach Salzburg geholt werden.
Heute ist die BBU Salzburg der größte und erfolgreichste Basketballverein des Bundeslandes. Auch auf Jugendarbeit wird viel Wert gelegt, und so wird bereits Mädchen und Burschen ab 8 Jahren das Basketballspielen ermöglicht.

## Name und Logo
- 2005 bis 2010 BBU Wüstenrot Salzburg
- Seit 2010 BBU Salzburg

Bereits bei der Gründung der BBU im Jahre 2005 konnte Wüstenrot als Haupt- und Namenssponsor gewonnen werden, und die Basketballunion trat in den ersten Jahren ihres Bestehens mit dem Namen BBU Wüstenrot Salzburg an. Seit dem Ende dieser Kooperation spielt der Verein unter dem Namen BBU Salzburg.

Logos
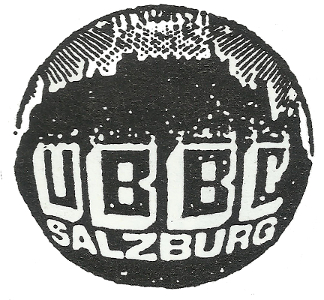
UBBC-Logo
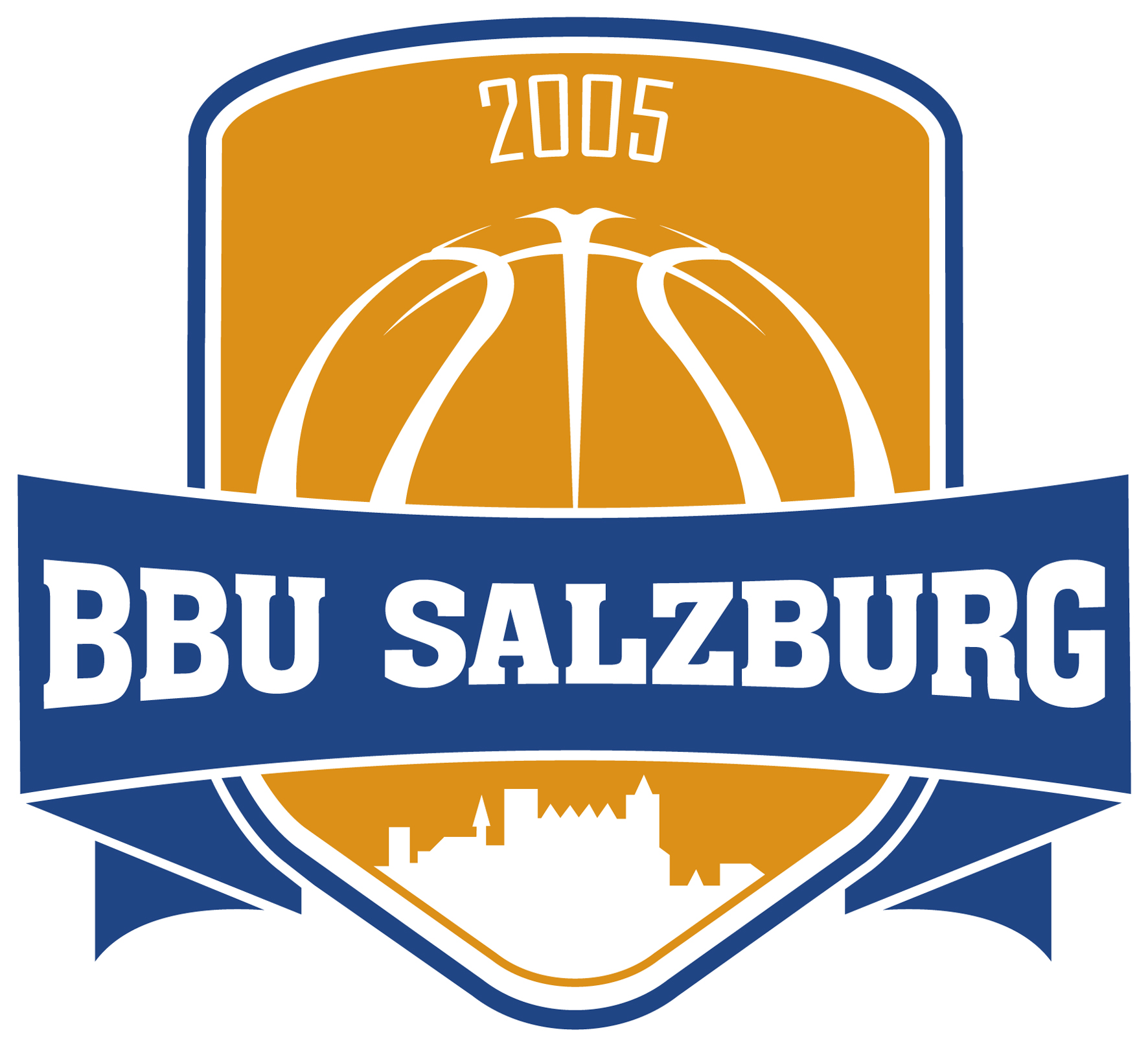
Logo 2014–2019
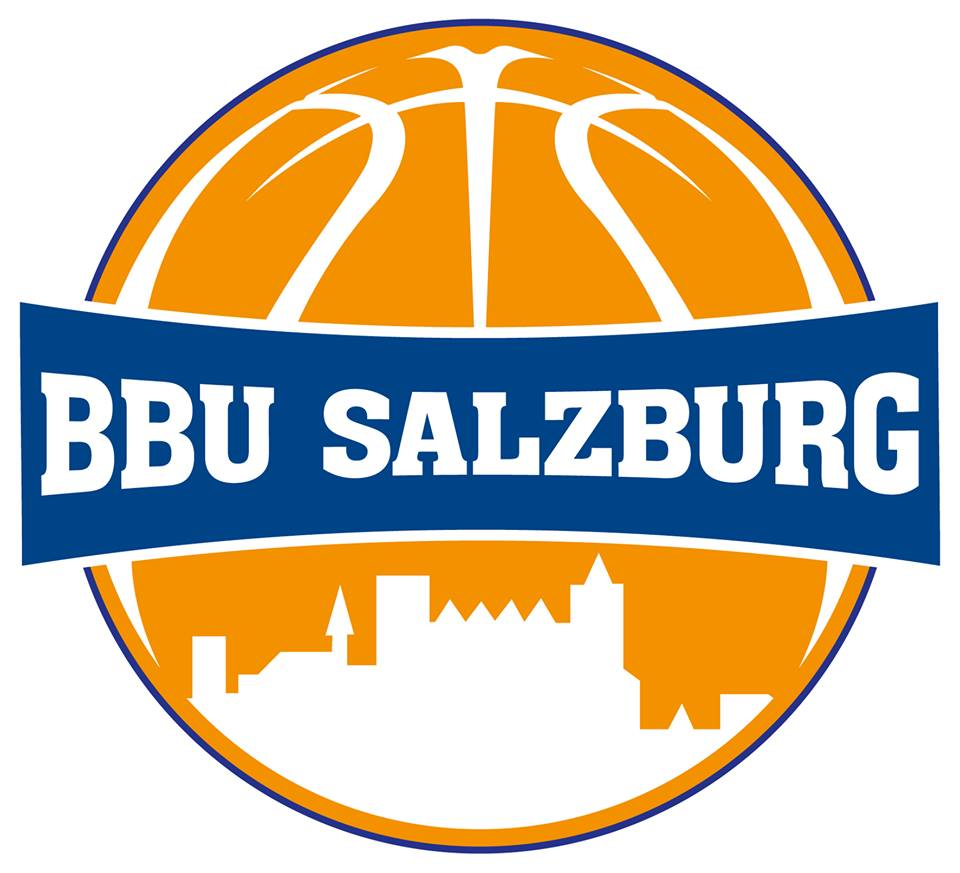
Variante
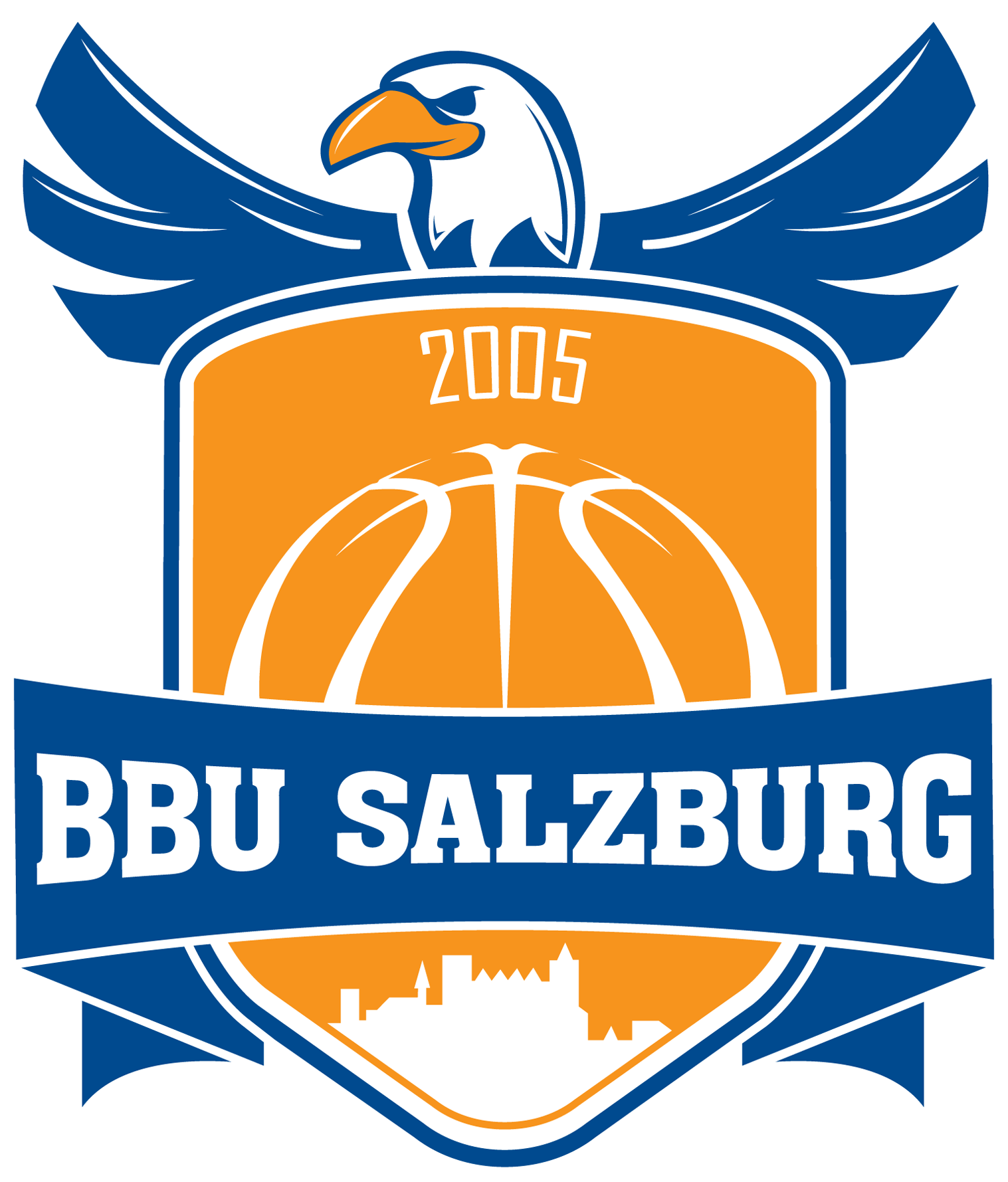
Seit 2019

Das Logo der BBU Salzburg hat die Form eines unten zusammenlaufenden Schildes. Der Schild ist orange und in den Farben Weiß und Blau umrandet. Über die untere Hälfte des Schildes verläuft ein blaues Band mit dem Schriftzug BBU SALZBURG. Oberhalb des Schriftzuges ist die Jahreszahl 2005 zu finden, die das Gründungsjahr des Vereins wiedergibt und die Geschichte des Clubs würdigt. Zwischen Jahreszahl und Band ist ein stilisierter Basketball. Unterhalb des Bandes findet sich die stilisierte Salzburger Festung, um die Verbundenheit mit der Heimatstadt Salzburg auszudrücken.

## Saisonleistungen im Überblick
| Saison  | Liga                   | Meisterschaft                             | Cup          |
| ------- | ---------------------- | ----------------------------------------- | ------------ |
| 2005/06 | Salzburger Landesliga  | Meister                                   | –            |
| 2006/07 | Regionalliga           | Vizemeister                               | –            |
| 2007/08 | Zweite Bundesliga West | Halbfinalist                              | –            |
| 2008/09 | Zweite Bundesliga West | Halbfinalist                              | –            |
| 2009/10 | Zweite Bundesliga West | Halbfinalist                              | –            |
| 2010/11 | Zweite Bundesliga West | Halbfinalist                              | –            |
| 2011/12 | Zweite Bundesliga      | 9. (von 9) im Grunddurchgang              | –            |
| 2012/13 | Zweite Bundesliga      | 3. (von 4) im Abstiegs-Relegationsturnier | 1. Runde     |
| 2013/14 | Zweite Bundesliga      | 9. (von 11) im Grunddurchgang             | Achtelfinale |
| 2014/15 | Zweite Bundesliga      | 8. (von 12) => 1. Play-off-Runde          | 1. Runde     |
| 2015/16 | Zweite Bundesliga      | 9. (von 12)                               | 1. Runde     |
| 2016/17 | Zweite Bundesliga      | 8. (von 12) => 1. Play-off-Runde          | 1. Runde     |
| 2017/18 | Zweite Bundesliga      | 10. (von 12)                              | 1. Runde     |
| 2018/19 | Zweite Bundesliga      | 10. (von 12)                              | 1. Runde     |

## Trainer der BBU
Folgende Personen waren seit der Gründung 2005 als Cheftrainer der BBU Salzburg tätig:
| Name des Cheftrainers       | Zeitraum  |
| --------------------------- | --------- |
| Laki Lappas                 | 2005–2006 |
| Robert Holm                 | 2006      |
| Andrè Bout                  | 2006–2008 |
| Saulius Vadopalas           | 2008–2009 |
| Ljubomir Gojkic             | 2009      |
| Dusko Stojakovic (interims) | 2009      |
| Bill Paterno                | 2010      |
| Bernd Wimmer                | 2010–2012 |
| Aaron Mitchell              | 2012–2014 |
| Dejan Ljubinkovic           | 2014–2015 |
| Christian Raus              | 2015–2016 |
| Saulius Vadopalas           | 2016–2017 |
| Dusko Stojakovic (interims) | 2017      |
| Aaron Mitchell              | 2017–2019 |

## Sporthalle
Die Heimstätte der BBU Salzburg ist die Sporthalle Alpenstraße. Diese Halle hat ein Fassungsvermögen von 2200 Plätzen und ist damit eine der größten Basketballhallen Österreichs. In den letzten Jahren kamen zu Heimspielen der BBU Salzburg durchschnittlich 300–400 Fans, was für die zweite österreichische Bundesliga beachtlich ist.

## Zweite Mannschaft
Seit der Gründung der BBU 2005 wird neben der ersten (Bundesliga-)Mannschaft auch eine zweite Mannschaft gestellt, auch um Jugendspielern schrittweise den Weg in die Bundesliga zu ermöglichen. Die Saison 2005/06 war die bisher einzige, in der beide Mannschaften der BBU in derselben Liga antraten (Salzburger Landesliga). In der Saison 2012/13 konnte die BBU Salzburg II den Meistertitel der Salzburger Landesliga erringen. Trainer der zweiten Mannschaft ist zurzeit Gene Douglas.

## Galerie: Mannschaften

BBU-Mannschaftsfotos
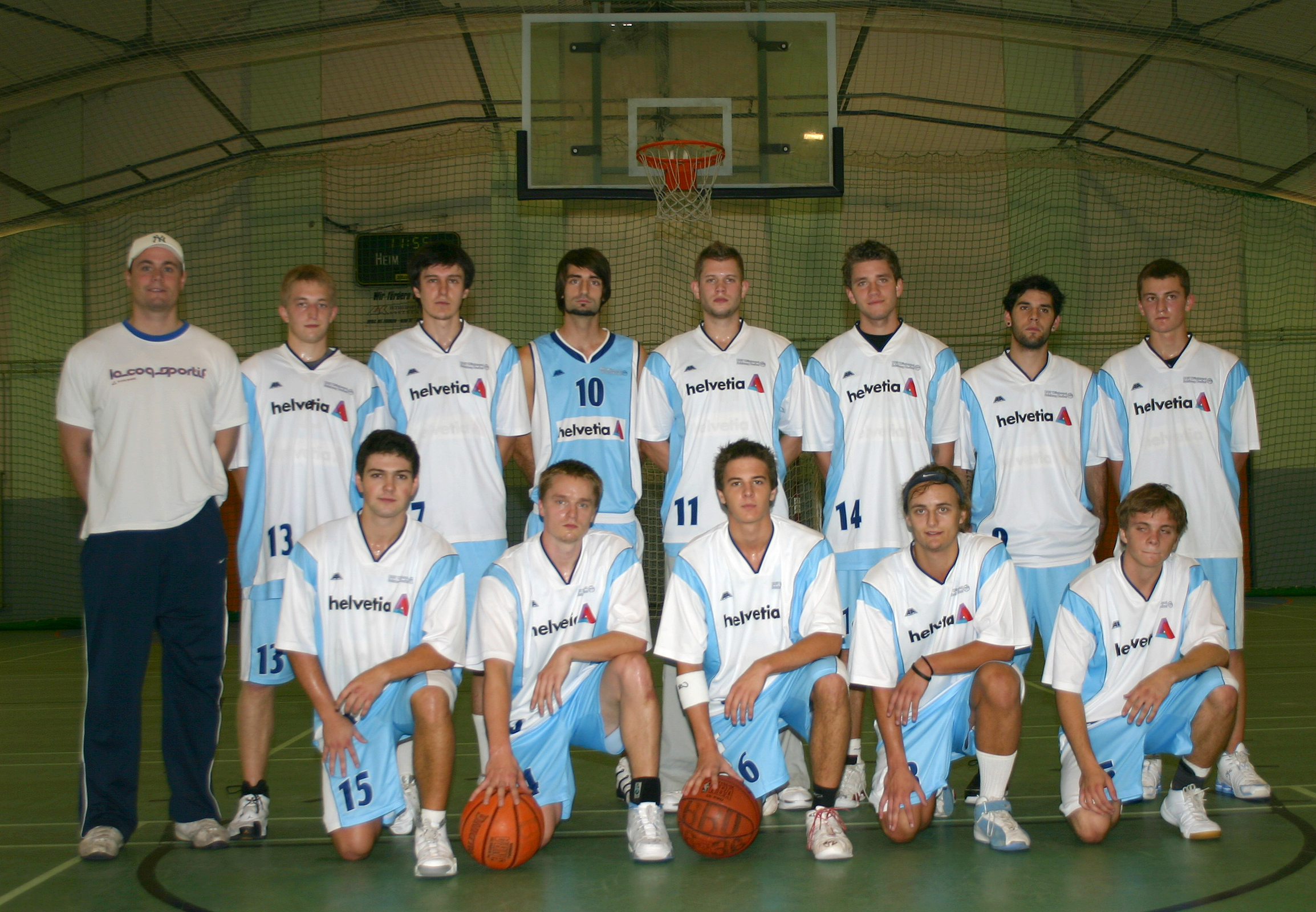
Mannschaft 2007
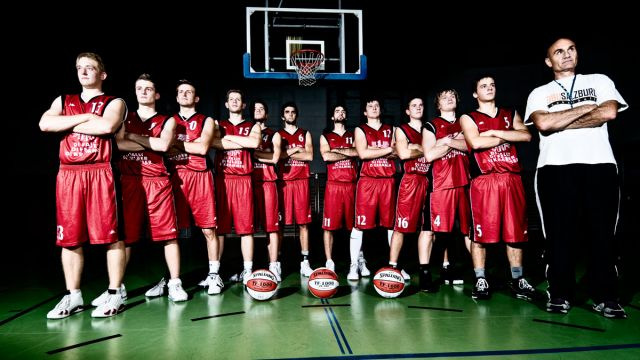
Mannschaft 2008
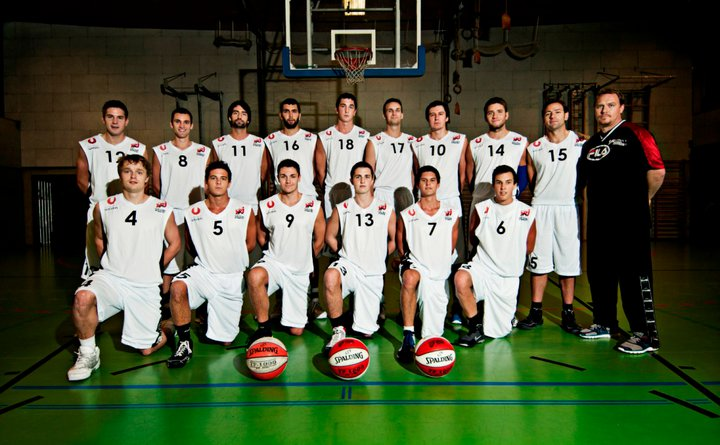
Mannschaft 2010
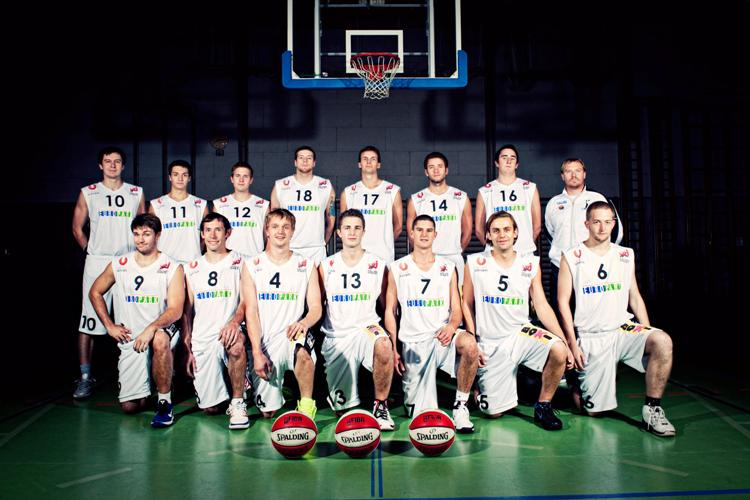
Mannschaft 2011
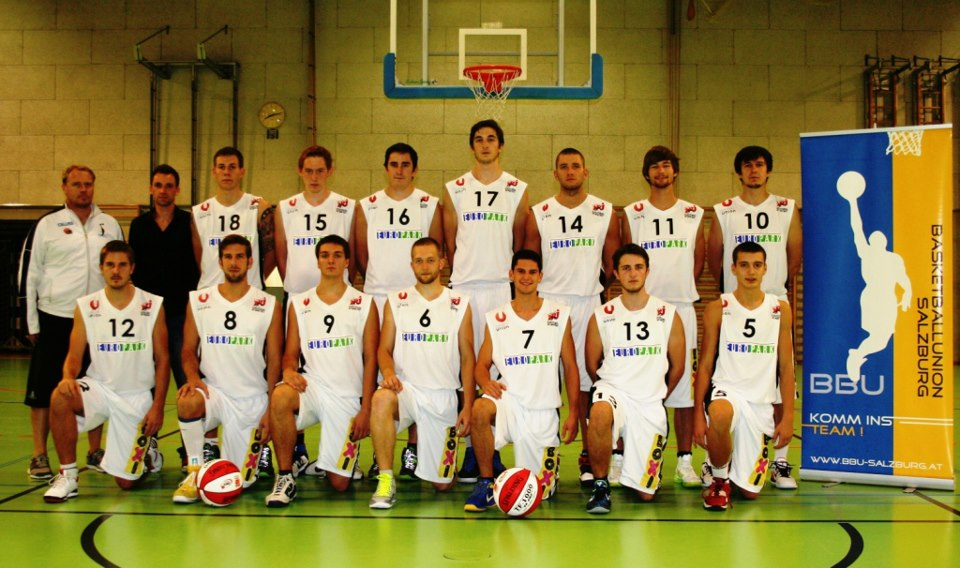
Mannschaft 2012